# Neil Sandilands
Neil Joseph William Sandilands (nacido el 1 de mayo de 1975) es un actor y cineasta sudafricano, conocido por sus papeles tanto en cine como en televisión y por su versatilidad en la realización cinematográfica. En 2016, tuvo papeles recurrentes en Hap and Leonard de Sundance TV como Paco y en The 100 de The CW como Titus. En 2017, se unió al elenco principal de la serie  The Flash de The CW, interpretando a Clifford DeVoe / The Thinker. También interpretó al General Abbott en la serie de Netflix Sweet Tooth, por la que recibió una nominación al Premio Emmy para Niños y Familia a la Mejor Actuación de Reparto.

## Carrera
Sandilands comenzó su carrera en Sudáfrica, su tierra natal, actuando en una variedad de proyectos, notablemente en la serie de televisión 7de Laan como Bart Kruger a partir del año 2000. Dejó la serie después de siete años y se mudó a Los Ángeles en 2007. En 2010, Sandilands apareció en un episodio de la popular serie estadounidense House, pero pronto regresó a Sudáfrica para protagonizar varias películas populares en afrikáans, incluida la premiada Die Ballade van Robbie de Wee. Sandilands también trabajó en producción antes de regresar a Hollywood en 2014. "Tuve que recurrir a otras disciplinas como la dirección y la postproducción y, a veces, construí cercas para mis vecinos u otras actividades innombrables para simplemente mantener al lobo a raya", dijo Sandilands sobre su viaje de regreso a Estados Unidos.
En 2015, Sandilands consiguió un papel como invitado en la exitosa serie The Americans de FX. Al año siguiente, en 2016, tuvo papeles recurrentes como Titus en The 100 de The CW y como Paco en Hap and Leonard de Sundance TV. En 2017, Sandilands tuvo un papel como invitado en la longeva serie NCIS de CBS y se unió al elenco principal del drama de superhéroes  The Flash de The CW como Clifford DeVoe / The Thinker.
En agosto de 2022, Sandilands fue seleccionado para un papel en la película Kingdom of the Planet of the Apes, que será dirigida por Wes Ball para 20th Century Studios.

## Vida personal
Sandilands habla tanto inglés como su lengua materna, el afrikáans.

## Filmografía

### Actuación

#### Cine
| Año  | Título                             | Papel              | Notas                          |
| ---- | ---------------------------------- | ------------------ | ------------------------------ |
| 2004 | Proteus                            | Rijkhaart Jacobz   | [ 4 ] [ 5 ]                    |
| 2010 | Jakhalsdans                        | Dawid le Fleur     | También asistente de dirección |
| 2011 | The Darkness is Close Behind       | Sr. Lemoy          | Cortometraje                   |
| 2012 | One Last Look                      | Frank McCintosh    |                                |
| 2013 | Die Laaste Tango                   | Capitán Etlinger   |                                |
| 2013 | Lucy & Janie                       | Padre de Lucy      | Cortometraje                   |
| 2013 | Hoe Duur Was De Suiker             | Reinder Almersma   |                                |
| 2013 | Musiek vir die Agtergrond          | Freddy             |                                |
| 2013 | Die Ballade van Robbie de Wee      | Len van Jaarsveld  |                                |
| 2013 | A Man on a Road Is Best Left Alone |                    | Cortometraje                   |
| 2015 | Blackhat                           | Piloto de puerto   | (sin acreditar)                |
| 2018 | Frank and Ava                      | Zinnemann          |                                |
| 2019 | Coyote Lake                        | Dirk               |                                |
| 2019 | The Drone                          | El Violador        |                                |
| 2020 | News of the World                  | Wilhelm Leonberger |                                |
| 2021 | Destination Marfa                  | Norman             | DVD, Amazon, VUDU              |
| 2024 | Slay                               | Dusty              |                                |
| 2024 | Kingdom of the Planet of the Apes  | Koro               |                                |

#### Televisión
(La misma estructura de tablas para televisión, videojuegos, y otros trabajos se aplicaría. Lo he resumido por espacio).